# Моту-Нуи
Моту-Нуи (исп. Motu Nui) — наибольший скалистый островок к югу от острова Пасхи. При этом он является вершиной горы, подножие которой находится на глубине более чем 2000 м.
Моту-Нуи известен как самая западная точка Чили.
Другая известная сторона островка — до принятия христианства он считался священным местом в культе Тангата-ману («человек-птица»). На нём проводился ритуал нахождения первого в сезоне снесённого яйца тёмной крачки.
Кроме этого, наряду с несколькими островами, он является ближайшим к «точке Немо», океаническому полюсу недоступности.
Рядом с Моту-Нуи (3,9 га) расположены другие два скалистых островка — Моту-Ити (1,6 га) и Моту-Као-Као (0,1 га),  населённые морскими птицами.